# AS des Mineurs de Sangarédi
L'Association Sportive des Mineurs de Sangarédi és un club de futbol guineà de la ciutat de Boké.

## Història
L'equip va ser creat el 1984-1985 per treballadors de la ciutat minera de Sangarédi. Es beneficià d'un estadi de 2000 places construït per la Compagnie des Bauxites de Guinée. El 1991 ascendí a primera divisió sota la presidència de Gassim Hilal.

## Palmarès
- Lliga guineana de futbol:[1]
  - Segon classificat el 2000
- Copa guineana de futbol:[2]
  - Finalista el 1998